# Sunninghill Park
Sunninghill Park, en el Reino Unido, era la residencia oficial del Duque de York, hasta 2004.  La propiedad es de 2.7 km², entre Ascot y el límite sur del Parque Windsor.  Fue comprada en 1945 por la Corona británica, a Philip Hill.